# Einar Ljungberg (politiker)

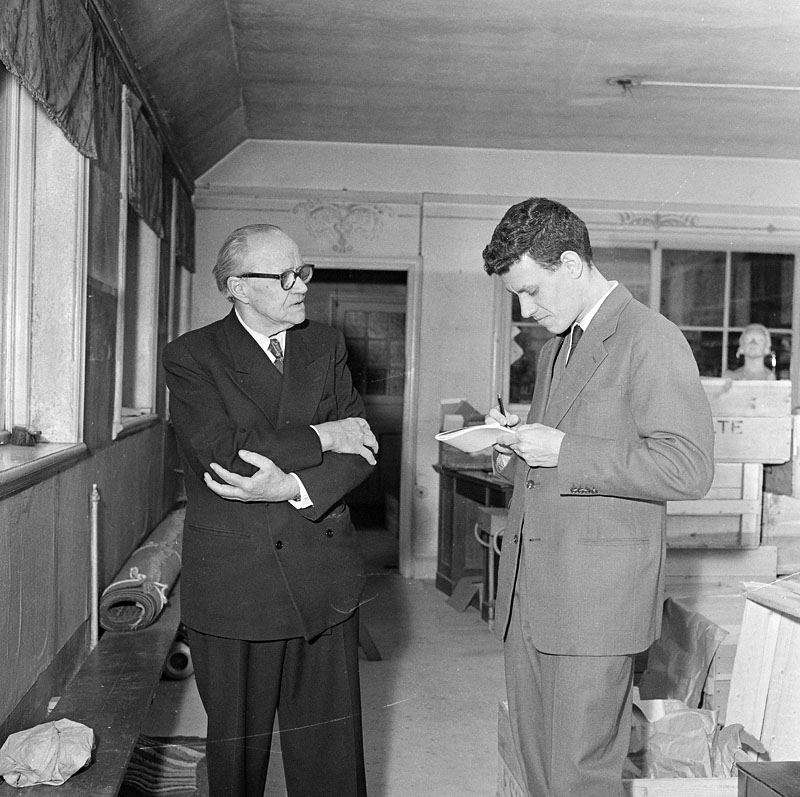
Texas Ljungberg och Per Wästberg, fotograferade på 1960-talet i kv Ladugårdsgrinden av Lennart af Petersens.

Georg Frithiof Einar "Texas" Ljungberg, född 26 augusti 1880 i Göteborg, död 6 december 1974 i Stockholm, var en svensk vänstersocialistisk politiker.

## Biografi
Ljungberg var redan 1904 med och bildade de första socialdemokratiska ungdomsklubbarna i Sverige och blev en kraftfull agitator inom ungdomsrörelsen. Under sina resor genom landet sägs han ha varit med att bilda mer än sexhundra sammanslutningar.
I samband med storstrejken 1909 kritiserade Ljungberg monarkin, och förordade en demokratisk republik. För detta dömdes han för majestätsbrott till fängelse i åtta månader som han avtjänade på Långholmens centralfängelse. 
Efter fängelsetiden reste Ljungberg till USA och vid återkomsten till Sverige fick han smeknamnet Texas av sina kamrater.
Efter första världskriget övergick Ljungberg från politisk agitation till att i stället ägna sig åt kulturupplysande verksamhet. Denna kom i stor utsträckning att gälla nykterism och vegetarianism.
Han var också aktiv i den tidiga svenska kommunistiska rörelsen, men återvände till socialdemokratin efter stalinismens framväxt i Sovjetunionen. Ljungberg är begravd på Skogskyrkogården i Stockholm.

### Skönlitteratur
- Olyckliga från fängelser, sjukhus, krogar och natthärbergen. Stockholm: Författaren. 1915. Libris 2783130
- Människoliv på skuggsidan. Stockholm: Fram (distr.). 1917. Libris 1655264
- Olyckliga människoliv : olyckliga från fängelser, sjukhus, krogar och natthärbärgen ; Människoliv på skuggsidan. Stockholm: Författaren. 1918. Libris 1655265
  -  Vrakspillror : olyckliga människoliv. Stockholm: Ljungberg. 1926. Libris 1338906 - Ny upplaga av Olyckliga människoliv.
- Samhällets styvbarn. Stockholm: Författaren. 1918. Libris 1655267
- Daniels bok : efter kanoniska källskrifter / av Sigsten Nordfalk. Stockholm: Författaren. 1925. Libris 1475895 - Utgiven under pseudonym.
- Spillror. Stockholm: Författaren. 1926. Libris 1338905
- Den sköna synderskan : Stockholmsroman från våra dagar. Stockholm: Författaren. 1930. Libris 1338904
- Spritlangaren eller Hur spritlangaren blir fast genom nykterhetsagitatorns raska ingrepp : lustspel i en akt / av Texas. N.T.O:s teaterbibliotek, 99-2018770-4 ; 22. Stockholm: Nationaltemplarordens förlag. 1931. Libris 1350019 - Utgiven under pseudonym.
- Sömnen till döds : skådespel i tre akter. Stockholm: Nationaltemplarordens förlag. 1932. Libris 1350029
- Fartens tjusning : episod i en akt. Stockholm: Författaren. 1933. Libris 1348198
- Överfallet i sportstugan : komedi i två akter. Sköllersta: K. Göranzon. 1936. Libris 1377867

### Varia
- Antimilitaristisk katekes : med kort utveckling. Stockholm: Fram. 1914. Libris 1636439
- Militarismens vanvett i ord och bild. Stockholm: Fram. 1914. Libris 1636440
- Socialistiska brev till en ung kamrat. Stockholm: Fram. 1914. Libris 1636441
- Fläskkonsul Mårten Jobbares lilla katekes. Stockholm: Fram. 1916. Libris 1655260
  -  Jobbarekatekesen (Ny och omarb. uppl. av Fläskkonsul Mårten Jobbares lilla katekes). Stockholm: Axel Holmström. 1918. Libris 1655262
- Hungerskriet. Stockholm: Fram. 1918. Libris 1655261
- Kampropet : en maning till arbetarungdomen. Stockholm: Fram. 1918. Libris 1655263
- Den militära galenskapen : en anklagelseskrift mot militarismen. Stockholm: Fram. 1918. Libris 1655259
- Vänsterkommunen : dess bildande, arbete och utveckling  : instruktionsbroschyr. Stockholm: Fram. 1918. Libris 1661205 - Utgiven anonymt.
- På uppviglarstråt : färdminnen. Stockholm: Fram. 1917. Libris 1655266 - Omtryck. Arkiv klassikerserie, 0349-330X ; 8. Lund: Arkiv för studier i arbetarrörelsens historia. 1979[1919]. Libris 7745631. ISBN 9185118230
- En appell i förbudskampen. Stockholm: Författaren. 1924. Libris 1486956
- Nya motboken. Stockholm: O. Eklund. 1924. Libris 1486957
- Carl Michael Bellman som nykterhetsvän och skönhetsapostel. Stockholm: Ljungberg. 1927. Libris 1338902
- Den moderna idrottens triumf eller Extremiteternas herravälde över hjärnan. Stockholm: Brand. 1928. Libris 1338903
- Striden om Bellman. Stockholm. 1928. Libris 1480737